# 100 Greatest Hard Rock Songs
Las 100 más grandiosas canciones del Hard Rock (VH1 Greatest Hard Rock Songs) es una serie de televisión transmitida por el canal de televisión estadounidense VH1, en el cual se realiza un conteo de las 100 mejores canciones del hard rock, votadas por el público a través de la página web oficial del canal. El formato del programa consta con la presentación de las canciones, dando un pequeño resumen de estas y de la banda, e incluyendo los comentarios de otras bandas, músicos, actores y comediantes, entre los cuales se encuentran Ozzy Osbourne, Slash, Iggy Pop, Chris Jericho, Alice Cooper, David Coverdale, Dave Mustaine, Joe Perry, Richie Sambora, Sebastian Bach, Dee Snider, Josh Todd, Sammy Hagar y Lita Ford, además de las bandas Black Sabbath, Van Halen, Judas Priest, Scorpions y Night Ranger, entre otras, junto con el presentador del programa, el vocalista de la banda estadounidense de hard rock Poison, Bret Michaels.
El programa fue transmitido en 5 episodios con duración de 1 hora cada uno, y en cada uno se presentan veinte canciones, desde el 29 de diciembre de 2008 hasta el 2 de enero de 2009 (aunque de vez en cuando se vuelve a transmitir, especialmente en VH1 Latinoamérica).

## Récords de la lista

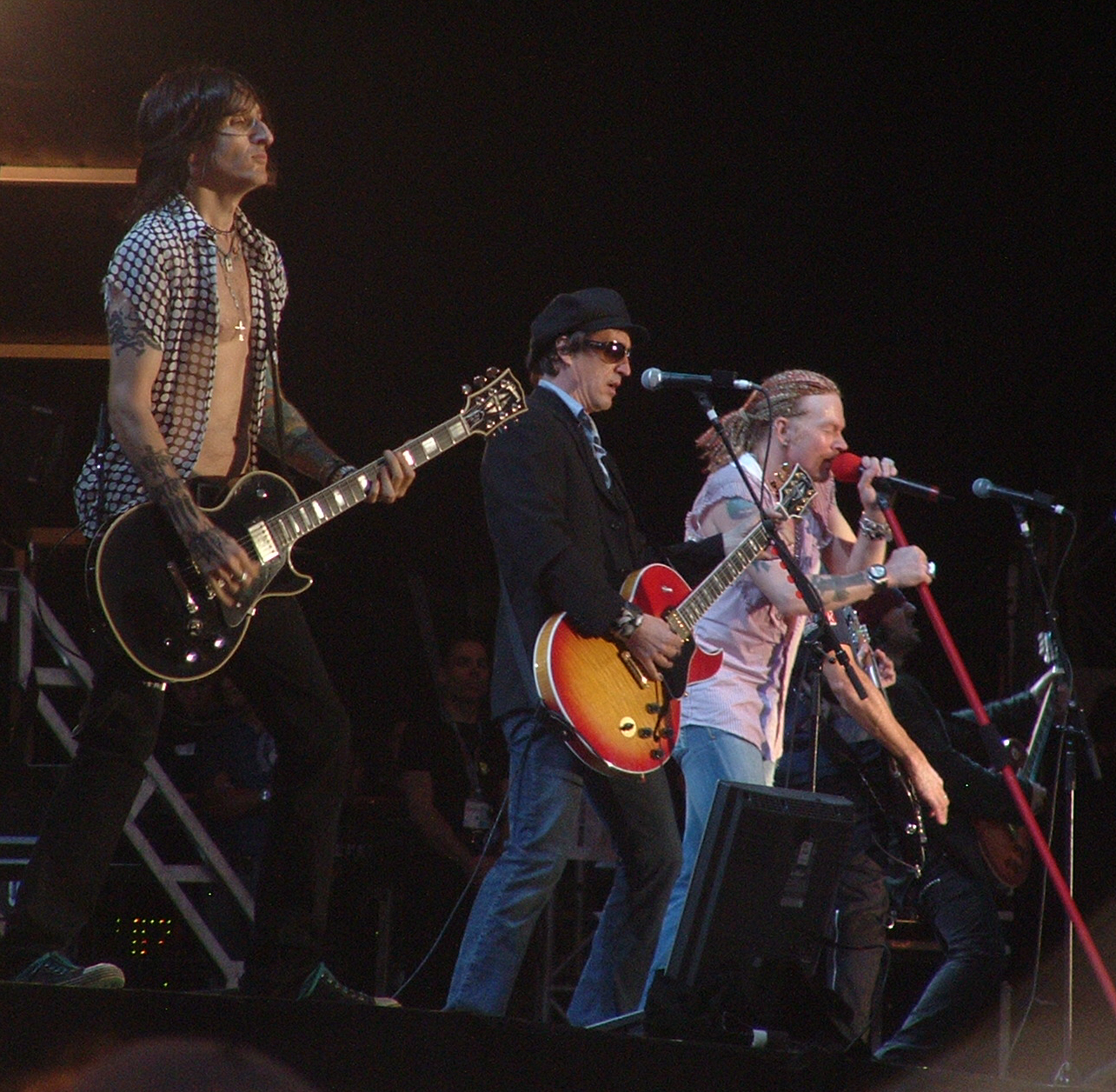
«Welcome to the Jungle» de Guns N' Roses se encuentra en el número uno de la lista.

### Bandas con más canciones en la lista
- AC/DC, Black Sabbath, Led Zeppelin, The Who y Van Halen, con dos canciones cada uno.

### Canciones más antiguas y más nuevas
- Canción más antigua: «You Really Got Me» de The Kinks, lanzada en 1964.
- Canción más nueva: «Slither» de Velvet Revolver y «I Believe in a Thing Called Love» de The Darkness, lanzadas en 2004.

### Canciones por país
- Alemania: una canción
- Australia: dos canciones
- Canadá: dos canciones
- Estados Unidos: sesenta y siete canciones
- Irlanda: una canción
- Reino Unido: veintiséis canciones
- Suecia: una canción
- Finlandia: una canción

### Canciones por década
- Década de los 60: ocho canciones
- Década de los 70: veintiocho canciones
- Década de los 80: cuarenta canciones
- Década de los 90: diecinueve canciones
- Década de los 2000: cinco canciones

## Lista

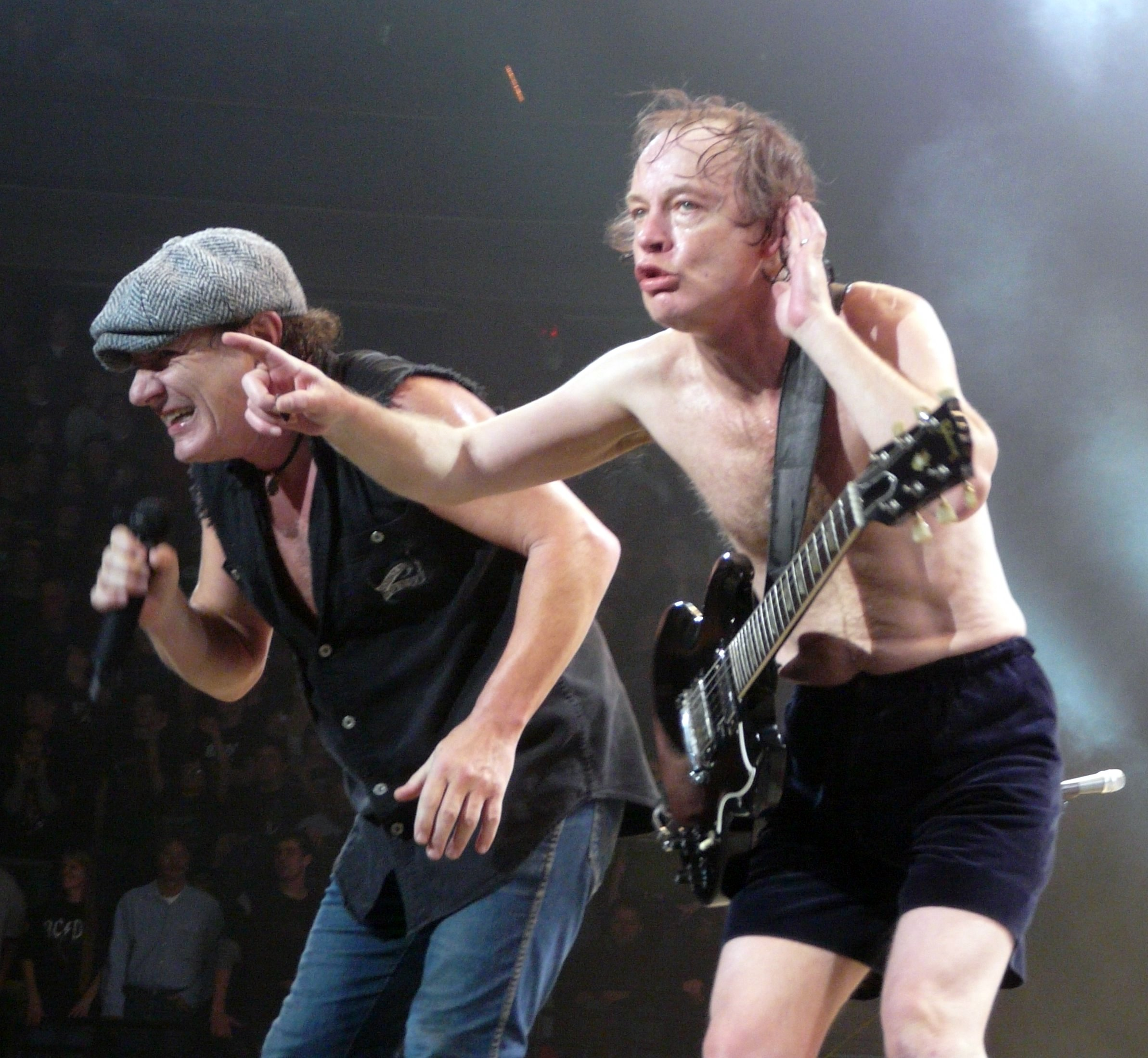
«Back in Black» y «Dirty Deeds Done Dirt Cheap» de AC/DC se encuentran en la lista.

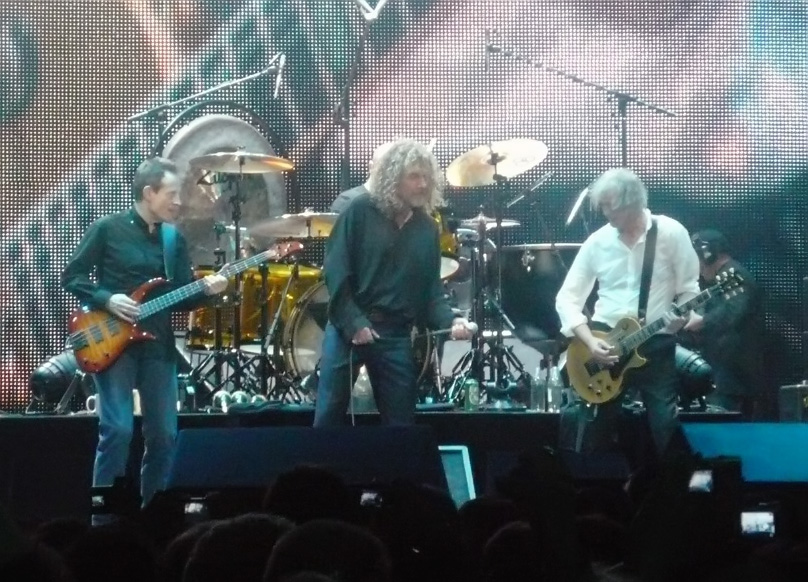
Led Zeppelin tiene dos canciones en la lista: «Whole Lotta Love» y «Kashmir».

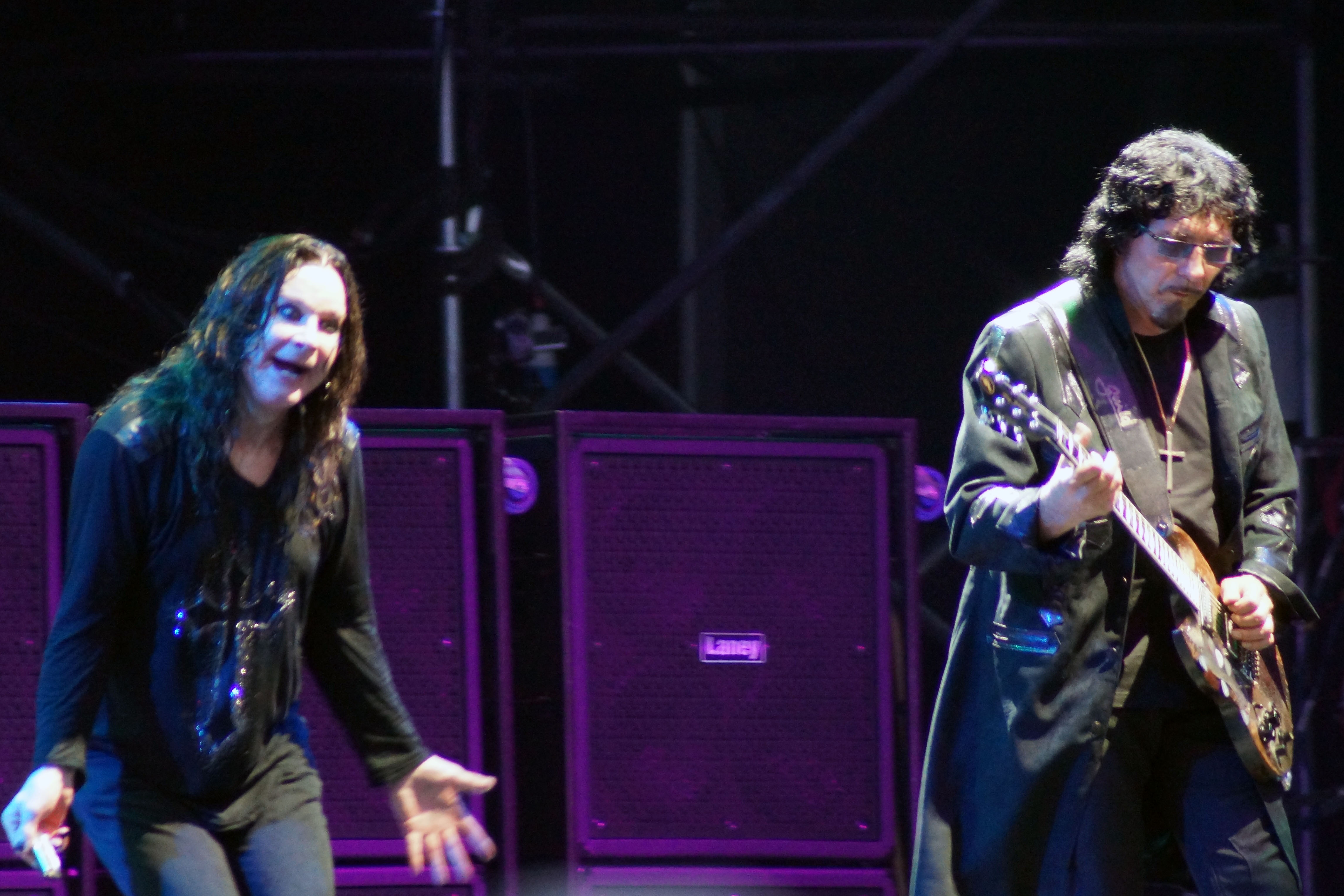
Black Sabbath entró en la lista con dos cantantes: Ozzy Osbourne (en «Paranoid») y Ronnie James Dio (en «Heaven and Hell»).

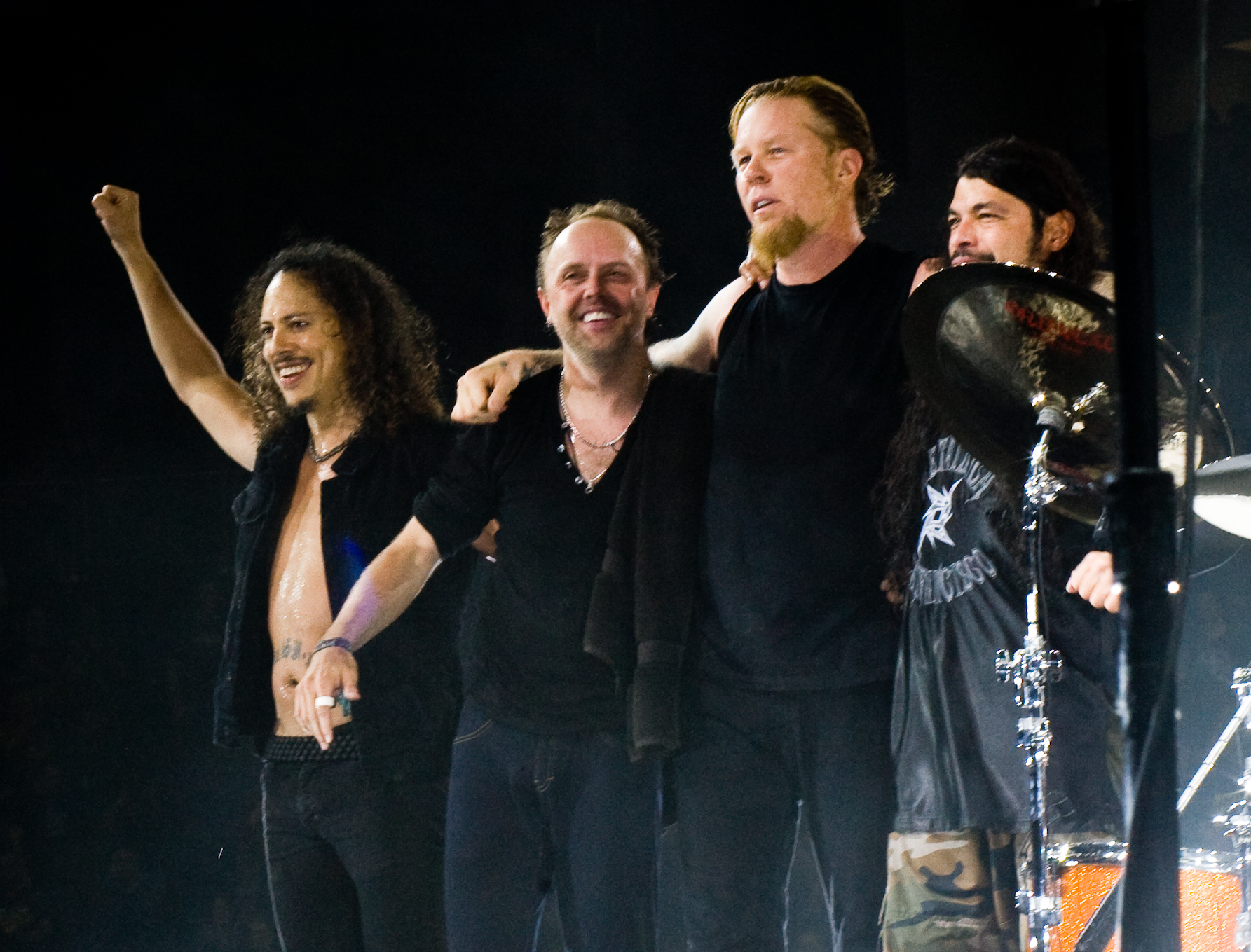
Metallica se ubica en el quinto lugar con «Enter Sandman».

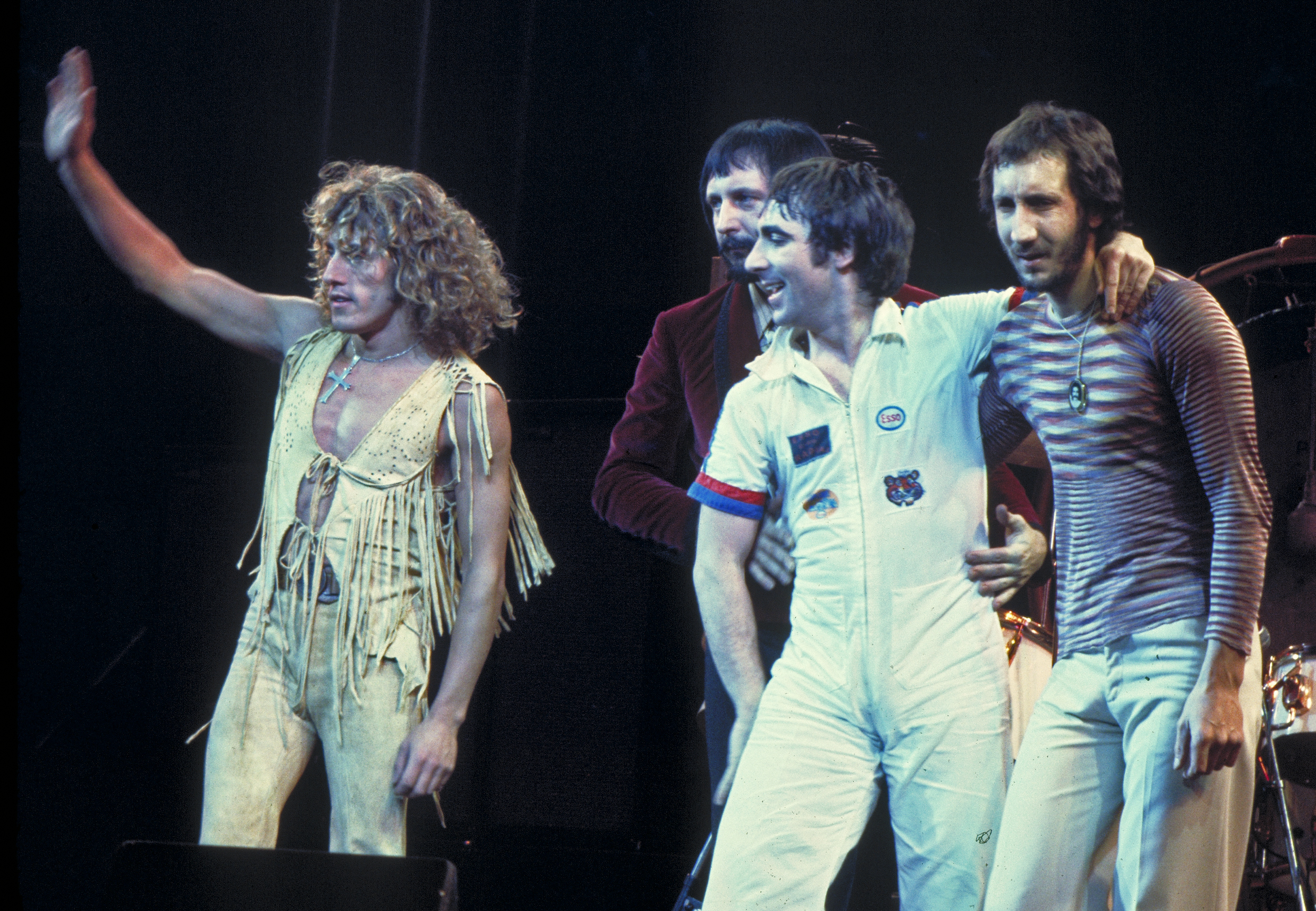
«My Generation» y «Won't Get Fooled Again» de The Who son parte de la lista.

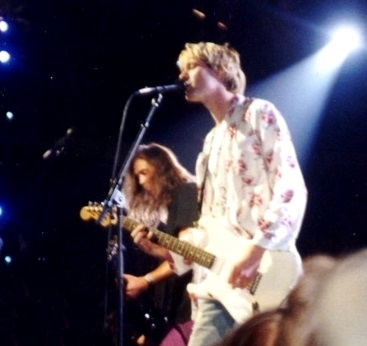
Nirvana tiene su canción «Smells Like Teen Spirit» en el séptimo lugar.

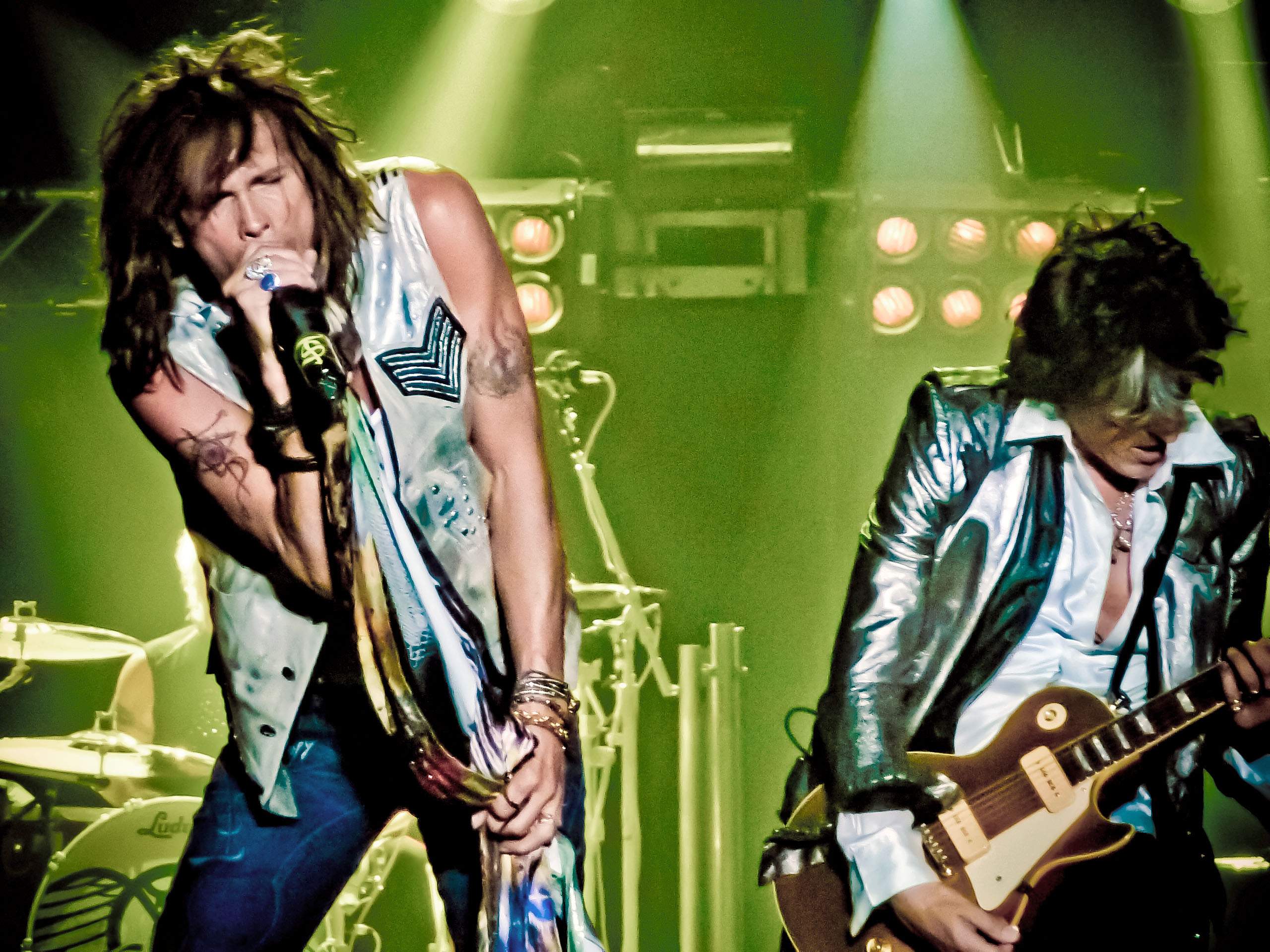
«Walk This Way» de Aerosmith se posiciona en el octavo lugar.

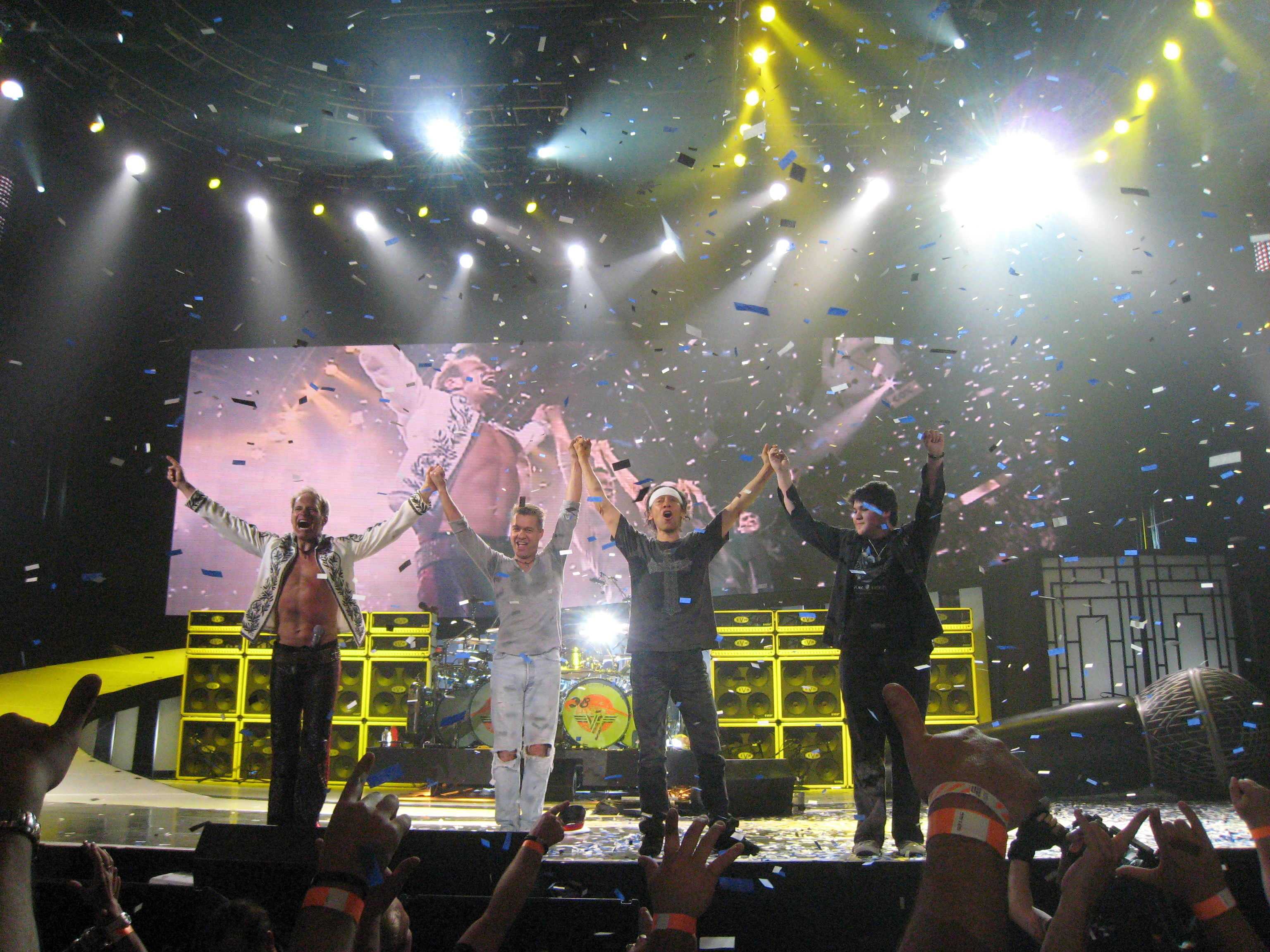
Van Halen con «Runnin' with the Devil» y «Hot for Teacher» entraron en esta lista.

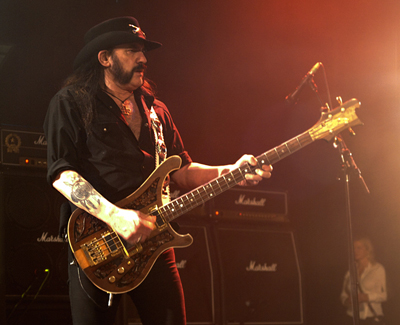
Los británicos de Motörhead con su canción «Ace of Spades» cierran el Top 10.

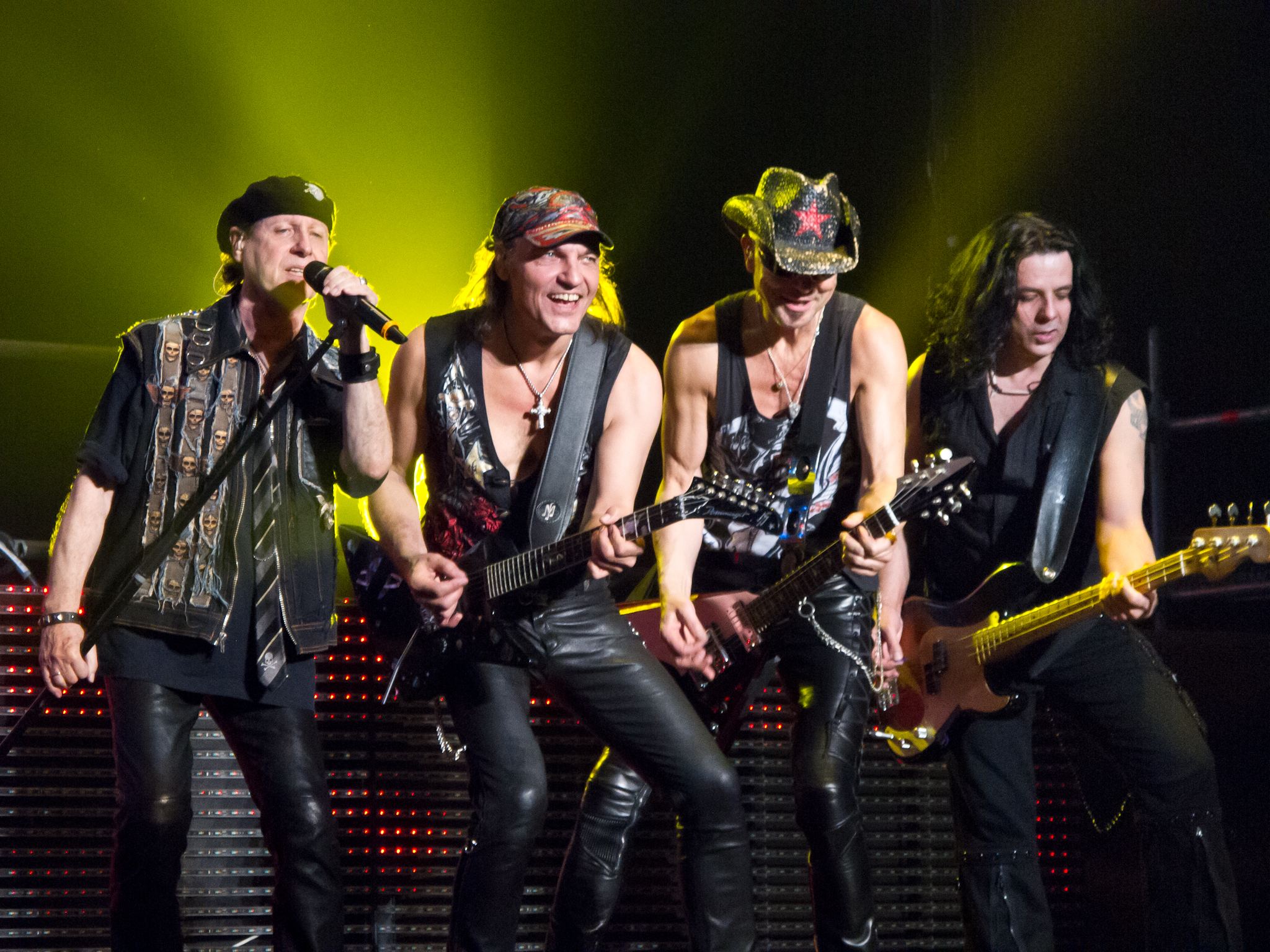
Scorpions

| N.º | Intérprete                  | Canción                          | Álbum                                  | Año  |
| --- | --------------------------- | -------------------------------- | -------------------------------------- | ---- |
| 100 | Sammy Hagar                 | I Can't Drive 55                 | VOA                                    | 1984 |
| 99  | Grand Funk Railroad         | We're an American Band           | We're an American Band                 | 1973 |
| 98  | Buckcherry                  | Lit Up                           | Buckcherry                             | 1999 |
| 97  | The Edgar Winter Group      | Frankenstein                     | They Only Come Out at Night            | 1973 |
| 96  | Kansas                      | Carry On Wayward Son             | Leftoverture                           | 1976 |
| 95  | Creed                       | Higher                           | Human Clay                             | 1999 |
| 94  | The Darkness                | I Believe in a Thing Called Love | Permission to Land                     | 2004 |
| 93  | Autograph                   | Turn Up the Radio                | Sign In Please                         | 1984 |
| 92  | Night Ranger                | Don't Tell Me You Love Me        | Dawn Patrol                            | 1982 |
| 91  | The Smashing Pumpkins       | Bullet with Butterfly Wings      | Mellon Collie and the Infinite Sadness | 1995 |
| 90  | Jethro Tull                 | Aqualung                         | Aqualung                               | 1971 |
| 89  | Andrew W.K.                 | Party Hard                       | I Get Wet                              | 2001 |
| 88  | Alice in Chains             | Would?                           | Dirt                                   | 1992 |
| 87  | Winger                      | Seventeen                        | Winger                                 | 1989 |
| 86  | Marilyn Manson              | The Beautiful People             | Antichrist Superstar                   | 1996 |
| 85  | Velvet Revolver             | Slither                          | Contraband                             | 2004 |
| 84  | W.A.S.P.                    | I Wanna Be Somebody              | W.A.S.P.                               | 1984 |
| 83  | Evanescence                 | Bring Me to Life                 | Fallen                                 | 2003 |
| 82  | Rainbow                     | Since You Been Gone              | Down to Earth                          | 1979 |
| 81  | Black Sabbath               | Heaven and Hell                  | Heaven and Hell                        | 1980 |
| 80  | Journey                     | Any Way You Want It              | Departure                              | 1980 |
| 79  | Billy Idol                  | Rebel Yell                       | Rebel Yell                             | 1984 |
| 78  | Bad Company                 | Feel Like Makin' Love            | Straight Shoote                        | 1975 |
| 77  | Soundgarden                 | Black Hole Sun                   | Superunknown                           | 1994 |
| 76  | Lita Ford                   | Kiss Me Deadly                   | Lita                                   | 1988 |
| 75  | The White Stripes           | Seven Nation Army                | Elephant                               | 2003 |
| 74  | The Cult                    | Love Removal Machine             | Electric                               | 1987 |
| 73  | Thin Lizzy                  | Jailbreak                        | Jailbreak                              | 1976 |
| 72  | Pat Benatar                 | Heartbreaker                     | In the Heat of the Night               | 1979 |
| 71  | Jane's Addiction            | Mountain Song                    | Nothing's Shocking                     | 1988 |
| 70  | Foreigner                   | Hot Blooded                      | Double Vision                          | 1978 |
| 69  | Living Colour               | Cult of Personality              | Vivid                                  | 1988 |
| 68  | White Zombie                | More Human than Human            | Astro-Creep: 2000                      | 1995 |
| 67  | ZZ Top                      | Tush                             | Fandango!                              | 1975 |
| 66  | Europe                      | The Final Countdown              | The Final Countdown                    | 1986 |
| 65  | MC5                         | Kick Out the Jams                | Kick Out the Jams                      | 1969 |
| 64  | Rollins Band                | Liar                             | Weight                                 | 1994 |
| 63  | Survivor                    | Eye of the Tiger                 | Eye of the Tiger                       | 1982 |
| 62  | Dokken                      | Breaking the Chains              | Breaking the Chains                    | 1983 |
| 61  | Ratt                        | Round and Round                  | Out of the Cellar                      | 1984 |
| 60  | Skid Row                    | 18 and Life                      | Skid Row                               | 1989 |
| 59  | Billy Squier                | The Stroke                       | Don't Say No                           | 1981 |
| 58  | Stone Temple Pilots         | Interstate Love Song             | Purple                                 | 1994 |
| 57  | The Kinks                   | You Really Got Me                | Kinks                                  | 1964 |
| 56  | Warrant                     | Cherry Pie                       | Cherry Pie                             | 1990 |
| 55  | Blue Öyster Cult            | (Don't Fear) The Reaper          | Agents of Fortune                      | 1976 |
| 54  | Faith No More               | Epic                             | The Real Thing                         | 1990 |
| 53  | Steppenwolf                 | Born to Be Wild                  | Steppenwolf                            | 1968 |
| 52  | The Runaways                | Cherry Bomb                      | The Runaways                           | 1976 |
| 51  | Megadeth                    | Peace Sells                      | Peace Sells... But Who's Buying?       | 1986 |
| 50  | Red Hot Chili Peppers       | Give It Away                     | Blood Sugar Sex Magik                  | 1991 |
| 49  | The Stooges                 | Search and Destroy               | Raw Power                              | 1973 |
| 48  | Korn                        | Freak on a Leash                 | Follow the Leader                      | 1997 |
| 47  | Kid Rock                    | Bawitdaba                        | Devil Without a Cause                  | 1999 |
| 46  | Anthrax                     | Madhouse                         | Spreading the Disease                  | 1985 |
| 45  | Foghat                      | Slow Ride                        | Fool for the City                      | 1975 |
| 44  | Cream                       | Sunshine of Your Love            | Disraeli Gears                         | 1968 |
| 43  | Dio                         | Holy Diver                       | Holy Diver                             | 1983 |
| 42  | The Clash                   | Should I Stay or Should I Go     | Combat Rock                            | 1982 |
| 41  | Quiet Riot                  | Cum On Feel the Noize            | Metal Health                           | 1983 |
| 40  | Poison                      | Talk Dirty to Me                 | Look What the Cat Dragged In           | 1987 |
| 39  | Boston                      | More Than a Feeling              | Boston                                 | 1976 |
| 38  | Queen                       | Stone Cold Crazy                 | Sheer Heart Attack                     | 1974 |
| 37  | The Who                     | My Generation                    | My Generation                          | 1965 |
| 36  | Van Halen                   | Hot for Teacher                  | 1984                                   | 1984 |
| 35  | Alice Cooper                | School's Out                     | School's Out                           | 1972 |
| 34  | Heart                       | Barracuda                        | Little Queen                           | 1977 |
| 33  | Green Day                   | Basket Case                      | Dookie                                 | 1994 |
| 32  | Ted Nugent                  | Cat Scratch Fever                | Cat Scratch Fever                      | 1977 |
| 31  | AC/DC                       | Dirty Deeds Done Dirt Cheap      | Dirty Deeds Done Dirt Cheap            | 1976 |
| 30  | Pearl Jam                   | Even Flow                        | Ten                                    | 1992 |
| 29  | Joan Jett                   | Bad Reputation                   | Bad Reputation                         | 1981 |
| 28  | Foo Fighters                | Everlong                         | The Colour and the Shape               | 1997 |
| 27  | Whitesnake                  | Still of the Night               | Whitesnake                             | 1987 |
| 26  | Lynyrd Skynyrd              | Free Bird                        | (Pronounced 'lĕh-'nérd 'skin-'nérd)    | 1974 |
| 25  | The Ramones                 | Blitzkrieg Bop                   | Ramones                                | 1976 |
| 24  | Iron Butterfly              | In-A-Gadda-Da-Vida               | In-A-Gadda-Da-Vida                     | 1968 |
| 23  | Ozzy Osbourne               | Crazy Train                      | Blizzard of Ozz                        | 1980 |
| 22  | The Jimi Hendrix Experience | Hey Joe                          | Are You Experienced?                   | 1966 |
| 21  | Led Zeppelin                | Kashmir                          | Physical Graffiti                      | 1975 |
| 20  | Bon Jovi                    | You Give Love a Bad Name         | Slippery When Wet                      | 1986 |
| 19  | Rush                        | Tom Sawyer                       | Moving Pictures                        | 1981 |
| 18  | Scorpions                   | Rock You Like a Hurricane        | Love at First Sting                    | 1984 |
| 17  | Twisted Sister              | I Wanna Rock                     | Stay Hungry                            | 1984 |
| 16  | Kiss                        | Rock and Roll All Nite           | Dressed to Kill                        | 1975 |
| 15  | Mötley Crüe                 | Dr. Feelgood                     | Dr. Feelgood                           | 1989 |
| 14  | Iron Maiden                 | Run to the Hills                 | The Number of the Beast                | 1982 |
| 13  | Def Leppard                 | Photograph                       | Pyromania                              | 1983 |
| 12  | Judas Priest                | Breaking the Law                 | British Steel                          | 1980 |
| 11  | Deep Purple                 | Smoke on the Water               | Machine Head                           | 1972 |
| 10  | Motörhead                   | Ace of Spades                    | Ace of Spades                          | 1980 |
| 9   | Van Halen                   | Runnin' with the Devil           | Van Halen                              | 1978 |
| 8   | Aerosmith                   | Walk This Way                    | Toys in the Attic                      | 1975 |
| 7   | Nirvana                     | Smells Like Teen Spirit          | Nevermind                              | 1991 |
| 6   | The Who                     | Won't Get Fooled Again           | Who's Next                             | 1971 |
| 5   | Metallica                   | Enter Sandman                    | Metallica (The Black Album)            | 1991 |
| 4   | Black Sabbath               | Paranoid                         | Paranoid                               | 1970 |
| 3   | Led Zeppelin                | Whole Lotta Love                 | Led Zeppelin II                        | 1969 |
| 2   | AC/DC                       | Back in Black                    | Back in Black                          | 1980 |
| 1   | Guns N' Roses               | Welcome To The Jungle            | Appetite for destruction               | 1987 |